# Lonicera caprifolium
Il caprifoglio comune o madreselva (Lonicera caprifolium L., 1753) è un arbusto legnoso di medie dimensioni dai profumati fiori colorati di bianco e rosso appartenente alla famiglia delle Caprifoliacee.

## Etimologia
Il termine del genere (Lonicera) fu coniato da Linneo nel 1753 adattando al latino il cognome "Lonitzer", volendo ricordare il botanico Adam Lonitzer (1528-1586) -  in italiano questo cognome si pronuncia Adamo Lonicer - medico condotto a Francoforte.

L'epiteto specifico (caprifolium) deriva dal latino ed è composto da due termini: “capra” e “folium” (capra e foglia). Probabilmente questa dizione deriva dal fatto che le capre usano brucare le foglie di questa pianta.

“Caprifoglio” è il nome comune di alcune specie del genere "Lonicera", ma è anche la versione volgare italiana del nome del genere, per cui spesso si vengono a creare equivoci che comunque si possono dissipare facilmente affiancando sempre anche la nomenclatura binomiale scientifica.
Altri nomi comuni sono:
Madreselva comune – Abbracciabosco – Vincibosco – Succiamiele – Legabosco - Uva di San Giovanni – Manicciola - Manine
Il nome comune di “Abbracciabosco” deriva dal suo portamento rampicante che spesso avvolge, danneggiando la pianta ospite. I greci ad esempio chiamavano queste piante "peryclimenon" (che tradotto liberamente significa “accerchiamento”).

In inglese il fiore si chiama: "Italian honeyusuckle", ma anche "Italian woodbine".

## Descrizione

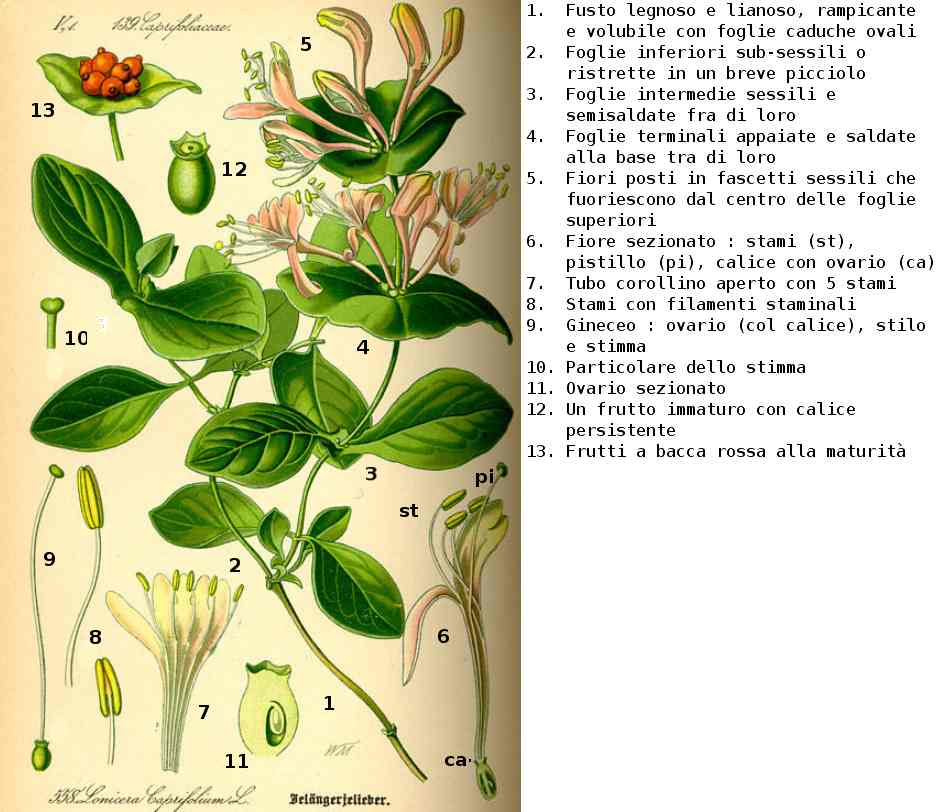
Descrizione delle parti della pianta

La pianta è di tipo lianosa (a forma o struttura di liana). La forma biologica di questa specie è definita come fanerofita lianosa (P lian): sono piante generalmente legnose ma incapaci di reggersi per conto proprio e quindi con portamento rampicante.

### Fusto

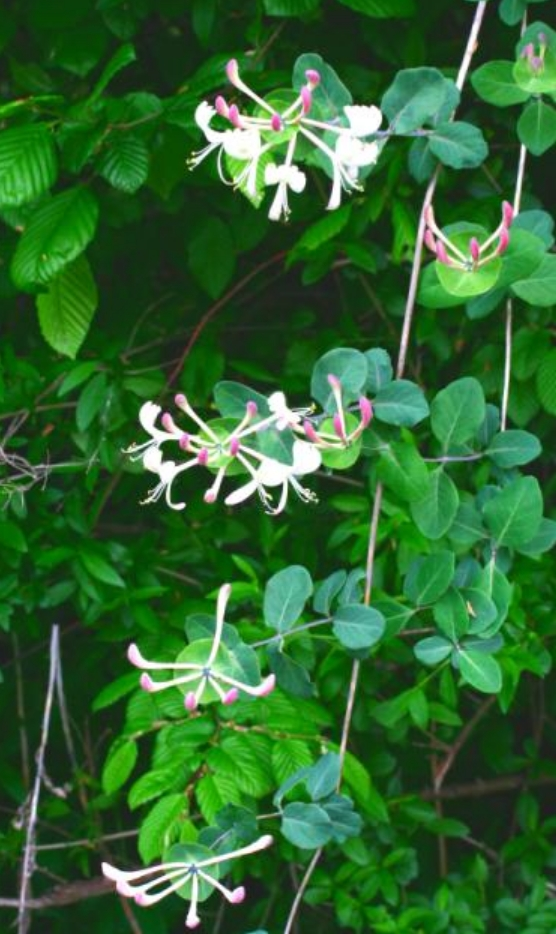
Portamento del fusto

I fusti sono rampicanti e volubili (si avvolgono ad altri alberi o arbusti), possono arrivare fino a 5 metri di estensione e nella fase iniziale dello sviluppo sono molto ramosi. La ramosità quasi cespitosa è data dalla presenza di gemme multiple, soprannumerali ed in serie sovrapposte nelle zone ascellari del fusto.

L'aspetto del fusto è quello di una corteccia che invecchiando assume una colorazione bruno – verdastra. I fusti giovani presentano una certa pubescenza.

Un'altra particolarità del fusto è che questo è caratterizzato dalla formazione di un unico strato di fibre “liberiane” (fibre a membrana ispessita che entrano nella costituzione del “libro”, all'interno della corteccia), per ciascun ciclo vegetativo annuale, facilitando così la determinazione della sua età.

### Foglie
Le foglie sono semplici a margine intero senza stipole, sono caduche (non sono persistenti oltre la stagione invernale) e lungo il fusto si dispongono in modo opposto. La lamina è consistente senza essere coriacea; la pagina superiore è verde chiaro quasi brillante,  mentre quella inferiore è più scura con riflessi glauchi. In qualche caso si può avere il fenomeno dell'eterofillia (presenza di foglie di forma diversa) specialmente con le foglie dei germogli terminali. La forma prevalente è ovato – ellittica; 
- Foglie dei rami sterili (senza fiori): sono picciolate.
- Foglie dei rami fertili (con fiori): quelle inferiori sono sub-sessili o ristrette in un breve picciolo; quelle intermedie sono sessili e semi saldate tra loro; quelle terminali sono appaiate e saldate alla base tra di loro e formano quindi un'unica foglia amplessicaule attraversata nel centro dal fusto.

### Infiorescenza
L'infiorescenza è formata da fiori (circa 6 esemplari) sessili disposti a fascetti inseriti nel centro dell'ultimo paio di foglie concresciute a lamina ellittiche e a forma di coppa.

### Fiori

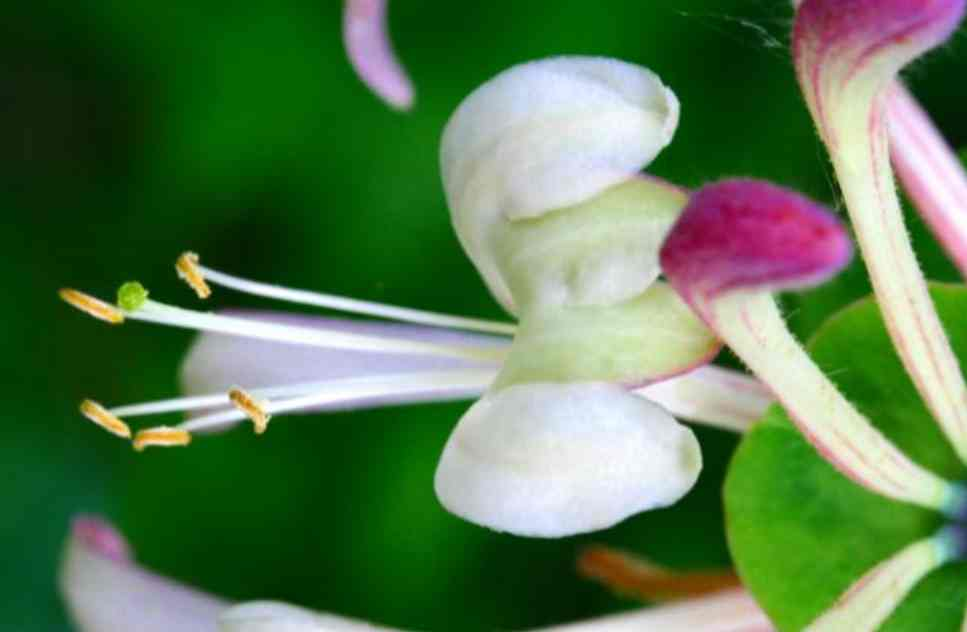
Il fiore

La forma del fiore è del tipo “labiata” e variamente colorata soprattutto di rosso e bianco. I fiori sono attinomorfi, ermafroditi,  tetraciclici (calice– corolla – androceo – gineceo) e pentameri. I fiori sono inoltre profumati da sostanze di natura benzoloide (essenze nelle quali prevalgono i composti ad anello benzoico).
- Calice: il calice gamosepalo è interno alla corolla e consiste in un breve tubo aderente all'ovario terminante con 5 piccoli denti.
- Corolla: la corolla gamopetala e zigomorfa, ha un intenso profumo (vedi sopra); il tubo a forma campanulata è lungo fino a 3–4 cm ed è colorato di bianco crema (o bianco – giallastro) con sfumature rosso – porporine (alla fine della fioritura le sfumature rossastre spariscono). Alla fauce si divide in due labbra: quella superiore è ulteriormente divisa in 4 lobi – alla fine della fioritura questi lobi si ripiegano su sé stessi (lobi riflessi); quella inferiore è continua e ripiegata all'indietro anch'essa. Lunghezza delle labbra 15 – 18 mm.
- Androceo: gli stami sono 5, i cui filamenti, inseriti nel tubo corollino, sono molto lunghi e superano di 5 – 10 mm la fauce della corolla stessa; i filamenti staminali terminano con antere gialle.
- Gineceo: lo stilo è lungo, glabro e sporge dalla corolla come gli stami. L'ovario è infero formato da 3 carpelli.
- Fioritura: da maggio a luglio.

### Frutti
Il frutto è una bacca non commestibile in quanto tossica di circa 8 millimetri carnosa e ovale di colore, a seconda della varietà, dal rosso vivo all'arancione contenente alcuni semi discoidi.

## Biologia
Le piante di questa specie sono molto longeve, ma presentano dei cicli vegetativi intermedi caratterizzati dal fatto che dopo pochi anni di vita si essiccano quasi completamente. A questo punto dalla ceppaia vengono emessi nuovi polloni, che naturalmente dopo un certo numero di anni si atrofizzano e muoiono, ripetendo da capo il ciclo appena descritto.
Si riproducono per impollinazione entomogama tramite farfalle (diurne e notturne). Questi fiori attraggono soprattutto le sfingidi e grossi imenotteri come i Bombi che con la loro lunga proboscide riescono a raccogliere il nettare contenuto, fino a metà altezza, nel lungo tubo corollino.

## Distribuzione e habitat
- Geoelemento: il luogo di origine di questa pianta è l'Europa sud-occidentale e le zone subsiberiane; il tipo corologico è infatti SE – Europ. (Pontica)  : regione Carpatico – Danubiana, ma anche un areale con centro attorno al Mar Nero.
- Distribuzione: questa specie è diffusa in Europa (specialmente in Spagna), Asia Minore e Caucaso. In Italia è una pianta comune solo nella penisola (sono escluse le isole).
- Habitat: si trova nei luoghi selvatici delle regioni litoranee e submontane, nei boschi caducifogli non troppo soleggiati. Il suolo preferito è quello calcareo. Può facilmente formare delle siepi naturali in associazione al castagno o al cerro; a volte però a causa del suo portamento volubile si creano delle fitte ragnatele che alla fine soffocano le altre piante.
- Distribuzione altitudinale: dal piano fino a 1200 m s.l.m..

## Tassonomia

Lonicera caprifolium in erbario

Il genere Lonicera comprende circa 200 specie provenienti dall'Asia, dall'America settentrionale e dall'Europa, di queste una decina appartengono alla flora spontanea italiana. Il caprifoglio comune è considerata una specie originaria dell'Italia.

Nelle classificazioni più vecchie la famiglia di questo genere è anche chiamata Loniceraceae. È da aggiungere inoltre che prima di Linneo questo genere era chiamato Caprifolium ma anche Peryclimenon, nomenclature talora usate anche in tempi moderni.

Il genere Lonicera è riccamente polimorfo per cui viene suddiviso in più sezioni (per maggior dettagli vedere la scheda specifica del genere); la Lonicera caprifolium appartiene alla sezione delle specie rampicanti a foglie caduche con una o più paia di foglie superiori connate nella formazioni di un caratteristico disco a collare. Le altre sezioni comprendono piante cespugliose e/o sempreverdi.

Secondo alcuni studiosi questa pianta, in Italia, si sarebbe inselvatichita da alcuni esemplari importati in tempi remoti; tuttavia il suo completo inserimento nella vegetazione naturale dell'Italia potrebbe indicare che si tratti di una pianta indigena come normalmente viene considerata.

### Sinonimi
Sono noti i seguenti sinonimi:
- Caprifolium atropurpureum K.Koch, 1873
- Caprifolium germanicum Delarbre, 1800
- Caprifolium hortense Lam., 1779
- Caprifolium italicum (Mill.) Medik., 1799
- Caprifolium italicum var. album (Aiton) Schult., 1819
- Caprifolium magnevilleae Bosse, 1859
- Caprifolium pallidum (Schur) Schur, 1866
- Caprifolium perfoliatum Röhl., 1796
- Caprifolium perfoliatum var. pallidum Schur, 1861
- Caprifolium rotundifolium Moench, 1794
- Caprifolium sylvaticum Lam., 1779
- Caprifolium vulgare Medik., 1800
- Lonicera caprifolium var. alba Aiton, 1789
- Lonicera caprifolium var. flavescens Weston, 1770
- Lonicera caprifolium var. italica (Mill.) C.F.Ludw., 1783
- Lonicera caprifolium var. pallida (Schur) Lavallée, 1877
- Lonicera caprifolium pauciflora Carrière, 1856
- Lonicera caprifolium f. pauciflora (Carrière) Rehder, 1903
- Lonicera caprifolium var. praecox DC. in J.B.A.M.de Lamarck & A.P.de Candolle, 1805
- Lonicera caprifolium var. rubra Tausch, 1838
- Lonicera caprifolium var. verna Lavallée, 1877
- Lonicera pallida Host, 1827
- Lonicera suavis Salisb., 1796
- Lonicera verna Dippel, 1889
- Periclymenum italicum Mill., 1768
- Periclymenum perfoliatum Gray, 1821 publ. 1822

### Specie simili
- Lonicera implexa Aiton – Caprifoglio mediterraneo: lo sviluppo della pianta è minore (18 dm); le foglie sono persistenti; le labbra della corolla sono di minori dimensioni. Questa pianta inoltre è presente solo al centro – sud dell'Italia.
- Lonicera xylosteum L. - Caprifoglio peloso, gisilostio: anche questa pianta ha uno sviluppo minore (massimo 15 dm); il fusto e le foglie si presentano vellutato – pelose; i fiori hanno una dimensione minore e sono giallastri; il frutto è formato solamente da due singole bacche.

## Usi

### Farmacia
Questa pianta è conosciuta fin dall'antichità per le sue proprietà medicinali. Ad esempio un decotto delle sue foglie sembra che stimoli la funzione urinaria.
- Sostanze presenti: tra le altre sostanze contiene acido salicilico, glucosidi, tannini e oli essenziali.
- Proprietà: antisettiche, antireumatiche, espettoranti, antinfiammatorie; per uso esterno le sue proprietà sono efficaci nelle stomatiti e nelle dermatosi.
- Parti usate: le foglie e i fiori.

È sconsigliato l'uso delle bacche in quanto contengono sostanze tossiche.

### Cucina
Con le foglie si può preparare una tisana.

### Giardinaggio
È nell'orticoltura ornamentale che si concentra il maggior interesse per queste piante. Esistono diverse varietà coltivate a questo scopo. Generalmente queste varietà sono a foglie persistenti e fiori a colori diversi e sono usate per rivestire muri o formare pergolati.
È pianta visitata dalle api per il polline ed il nettare.

## Galleria d'immagini

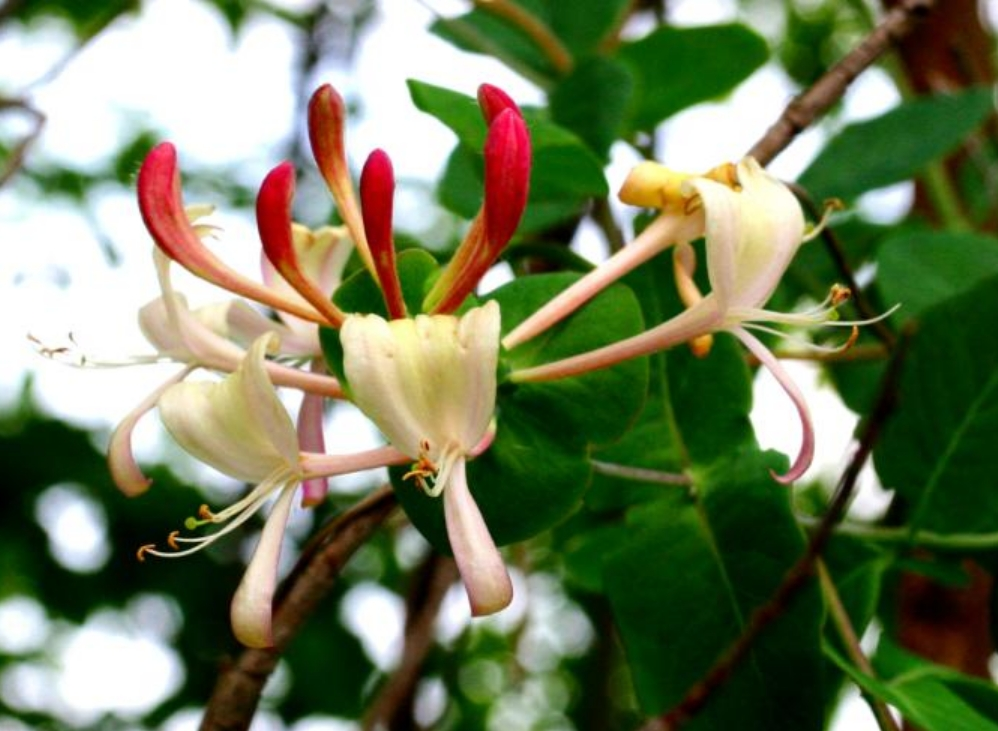
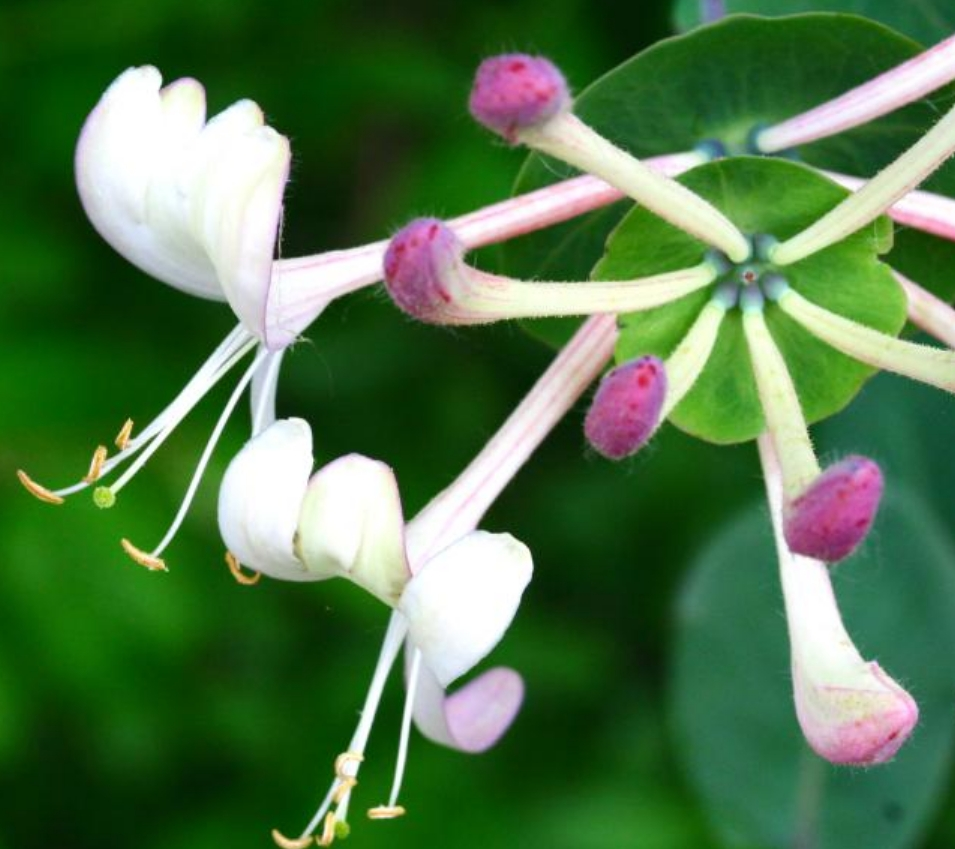
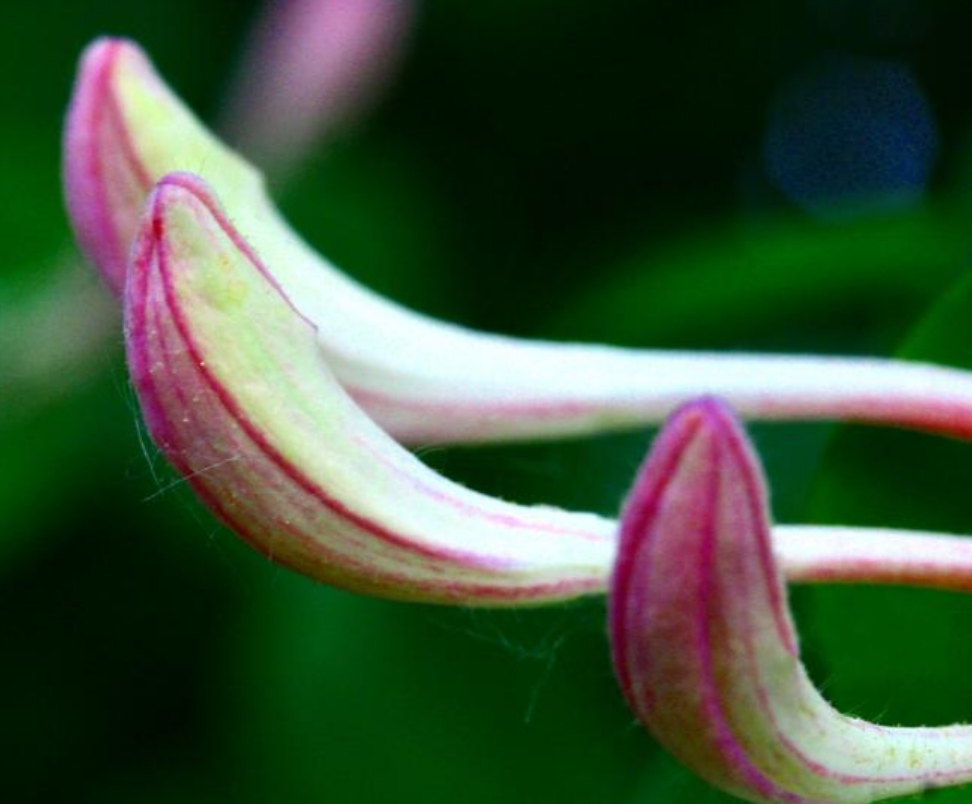
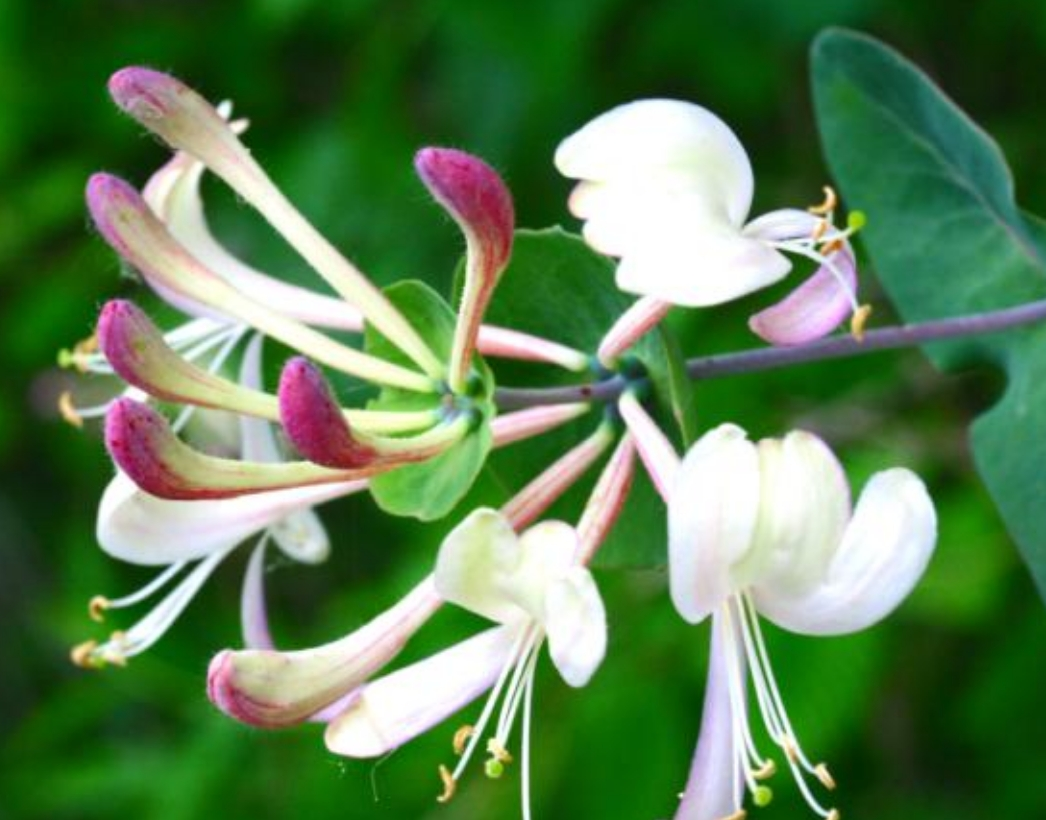
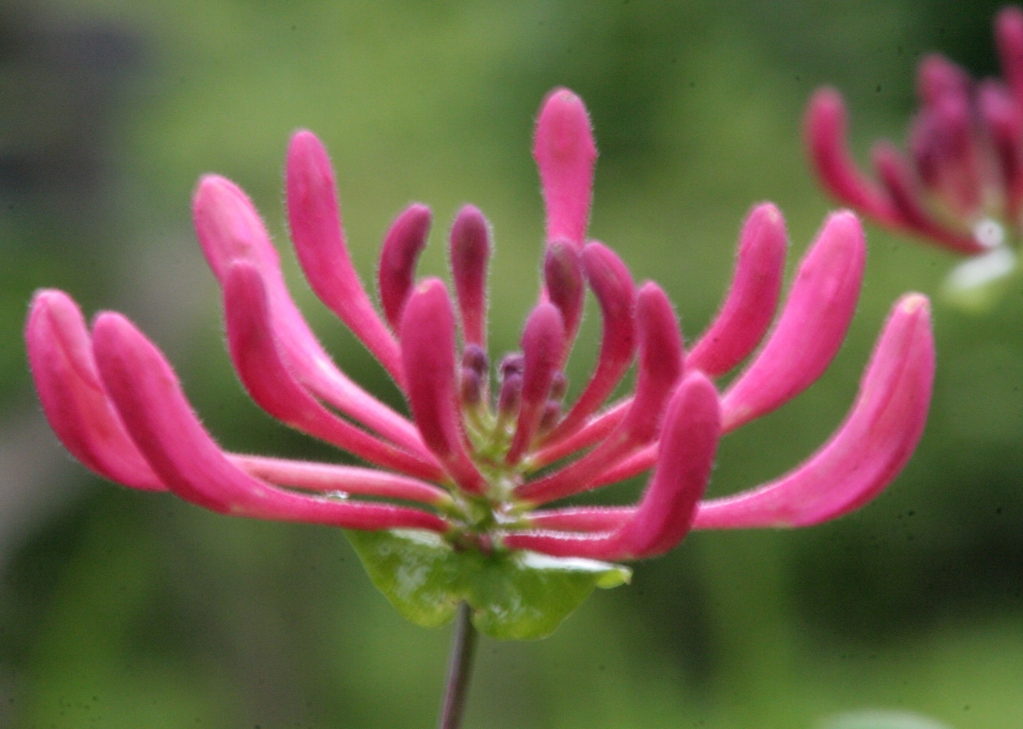